# ローヤルアンテロープ
ローヤルアンテロープ（Neotragus pygmaeus）は、ウシ科ローヤルアンテロープ属に分類される偶蹄類。

## 分布
ガーナ、コートジボワール、シエラレオネ、リベリア

## 形態
体長40-55センチメートル。尾長4-8センチメートル。体高20-28センチメートル。体重1.5-2.5キログラムとローヤルアンテロープ属のみならずウシ科最小種。背面の毛衣は暗赤褐色や黄褐色、腹面の毛衣は白い。頸部には赤褐色の横縞が入る。腹部の側面や、尾の背面、四肢の毛衣は赤褐色。
上顎に犬歯がある個体もいる。
オスにのみ直線的に伸びる節のない角がある。角長2.5-3.8センチメートル。

## 生態
森林に生息する。単独もしくはペアで生活する。